# Sông Nghi Lan
Nghi Lan (宜蘭河, Nghi Lan hà) là một dòng sông tại đông bắc Đài Loan. Sông là một phụ lưu của sông Lan Dương, dược khởi nguồn từ Tiểu Tiều Khê Sơn và Đại Tiều Khê Sơn thuộc dãy núi Tuyết Sơn, trên vùng ranh giới giữa Ô Lai, Tân Bắc và Tiêu Khê, Nghi Lan. Các phụ lưu chính của sông là Đại Tiều (大礁溪), Tiểu Tiều (小礁溪) và Ngũ Thập (五十溪. Sông chảy qua ranh giới giữa thành phố Nghi Lan và hương Tráng Vi trước khi nhập dòng vào Lan Dương rồi chảy vào Thái Bình Dương. Sông có chiều dài 25 km và là một trong 4 sông duy nhất tại Đài Loan dùng từ (河, hà) cùng với Đạm Thủy, Đông Sơn và Cơ Long